# Diapangou (departamento)
Diapangou é um departamento ou comuna da província de Gourma no Burkina Faso. A sua capital é a cidade de Diapangou.
Em 1 de julho de 2018 tinha uma população estimada em 39329 habitantes.